# Stiptopodius glaber
Stiptopodius glaber är en skalbaggsart som beskrevs av Branco 1992. Stiptopodius glaber ingår i släktet Stiptopodius och familjen bladhorningar. Inga underarter finns listade i Catalogue of Life.